# 龙脑桥
29°11′20″N 105°22′30″E / 29.18889°N 105.37500°E
龙脑桥位于中国四川省泸州市泸县福集镇北部的九曲河上，1991年4月16日公佈為四川省第三批文物保護單位，1996年11月20日列為第四批全國重點文物保護單位。
龙脑桥建于明洪武十一年至三十一年（1378年～1389年），是一座石质梁桥。桥长54米，宽1.9米，共十二个桥墩，其中间八个桥墩建有大型石雕，分别为龙、麒麟、狮、象四种瑞兽，头置于迎水面一侧，尾位于另一侧，中间则架设石梁。这些石雕工艺精美，置于桥墩上则非常罕见。